# Мизинин, Владимир Николаевич
Владимир Николаевич Мизинин (род. 25 ноября 1954, Слаутное, Хабаровский край) — государственный деятель, член Совета Федерации, председатель Думы Корякского автономного округа.

## Биография
Родился 25 ноября 1954 г. в с. Слаутное Пенжинского района Корякского АО; окончил Благовещенский сельскохозяйственный институт по специальности «зооинженер» в 1980 г.
Баллотировался в депутаты Совета Федерации в декабре 1993 г. и в депутаты Государственной Думы РФ второго созыва в декабре 1995 г., избран не был;
В ноябре 1996 г. был избран депутатом Думы Корякского автономного округа второго созыва, в декабре 1996 г. — председателем окружной Думы; с января 1997 г. по должности являлся членом Совета Федерации Федерального Собрания РФ, был членом Комитета по делам Севера и малочисленных народов, членом Комиссии Совета Федерации по регламенту и парламентским процедурам; после окончания срока полномочий председателя Думы Корякского автономного округа продолжал исполнять обязанности члена Совета Федерации до избрания в него нового представителя окружной законодательной власти в октябре 2001 г.